# Complex Apex
El complex Apex és una tradició cultural del període Arcaic mitjà. Els artefactes del complex Apex daten d'aproximadament 3000-500 aC i van aparèixer per primera vegada al jaciment Magic Mountain prop d'Apex Creek a Colorado. Els Irwins, arqueòlegs en Magic Mountain, creuen que els artefactes són d'avantpassats dels antics Anasazi del sud-oest dels Estats Units. El complex cultural es distingeix per les seves punxes de projectil Apex. L'evidència d'un parell de tombes suggereix que els enterraments es feien vora la zona on vivien, coberts de pedres i lloses elaborades.